# معركة عيتا الشعب

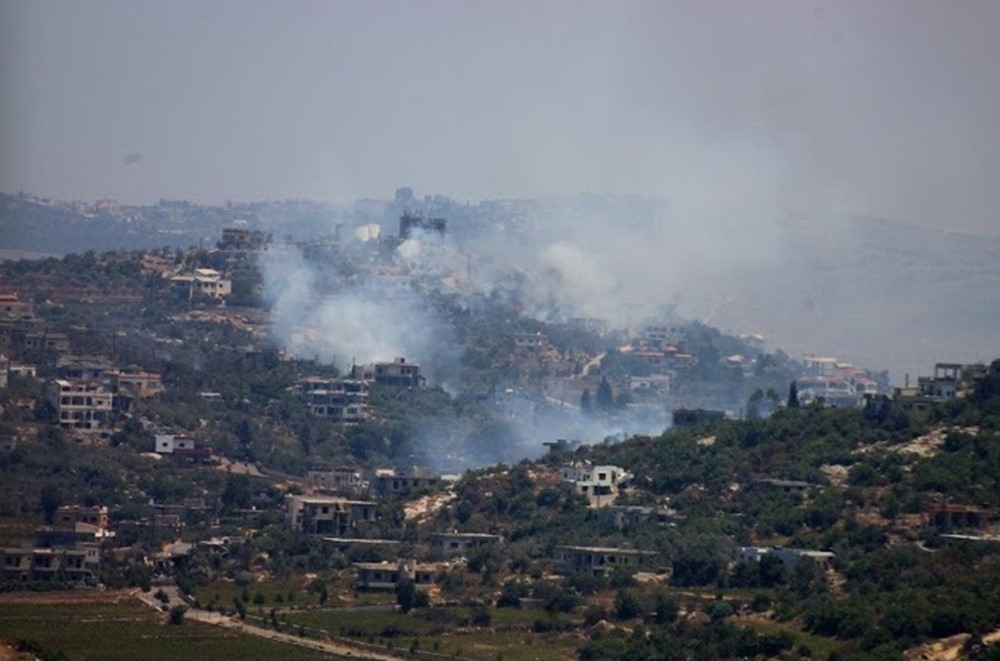
صورة لقصف مدينة عيتا الشعب من اسرائيل

وقعت معركة عيتا الشعب خلال حرب لبنان 2006، عندما خاضت قوات الاحتلال الإسرائيلي والمقاومة الإسلامية، وهي الجناح المسلح لحزب الله، معركة لمدة 33 يومًا في بلدة عيتا الشعب والقرى المجاورة رامية والقوزح ودبل في جنوب لبنان. وكانت المرحلة الأولية من المعركة تتألف من أسبوعين ونصف من القصف المكثف الجوي والمدفعي الذي أعقبه أكثر من أسبوعين من القتال المكثف في البلدة وحولها. ولم يتمكن الجيش الإسرائيلي من الاستيلاء على البلدة وعانى من خسائر فادحة نسبيًا في العملية.